# Клод Фаррер
Клод Фарре́р (фр. Claude Farrère, справжнє ім'я та прізвище Фредері́к-Шарль Барґо́н, фр. Frédéric-Charles Bargone, * 27 квітня 1876, Ліон, Франція — † 21 червня 1957, Париж) — французький письменник, історик, кіносценарист, журналіст і офіцер, третій з ліку лауреат Гонкурівської премії (1905).

## Біографія
Фредерік-Шарль Баргон навчався в ліцеях Марселя і Тулона. Взявши приклад зі свого батька — полковника колоніальної піхоти, 1894 року він вступив до Військово-морської академії у Бресті. У 1897-му його посилають на Далекий Схід, де у жовтні того ж року й у лютому — березні 1899-го перебуває в Сайгоні. На борту кораблів «Вобан», а пізніше «Декарт» майбутній письменник відвідує Ханой і Хайфон. 1899 року став лейтенантом флоту, 1906 року — капітан-лейтенантом, а 1918 року — капітаном третього рангу. На Першій світовій війні був поранений під час артилерійського обстрілу. 1919 він пішов у відставку, щоб цілковито присвятити себе літературній праці. Цього ж року одружився з Анрієттою Рожер.
У 1905 році молодий письменник здобув Гонкурівську премію за роман «Цивілізовані». Набравшись вражень і набувши досвіду в подорожах, маючи багатий матеріал, він старався якнайбільше написати. До його літературного доробку належать пригодницькі, фантастичні та детективні твори, подорожні записки та есеї на міжнародну тематику. Клод Фаррер приятелював із П'єром Луї та Віктором Сегаленом і дуже високо цінував П'єра Лоті. Зацікавившись Туреччиною, з 1902 року він побував у ній одинадцять разів. Цікавила письменника також Японія. У 1938 році японський уряд запросив його, як незалежного автора, відвідати країну. Звідти Фаррер вирушив до Китаю, Кореї та Маньчжурської держави. Був нагороджений японським орденом Священного Скарбу другого ступеня.
Фаррер підтримував кемалістський рух під час Турецької війни за незалежність, але на початку 1920-х років розчаровується в ньому через авторитарну політику й шовіністичну політику Мустафи Кемаля Ататюрка. Це відображено у творі Фаррера Turquie ressuscitée «Воскресла Туреччина» (1930).
У час між двома світовими війнами він співпрацює з редакцією газети «Факел» (Le Flambeau) — органом організації «Вогняні хрести» (Croix-de-feu).
У 1933 році він записався добровольцем у Французький комітет захисту переслідуваної єврейської інтелігенції й закликав французький уряд добре приймати євреїв — біженців із Німеччини в ім'я великодушности і з міркувань, добре знаних у Франції: було б «хорошою справою» дати притулок євреям, адже Німеччина дала притулок французьким гугенотам після скасування Нантського едикту.

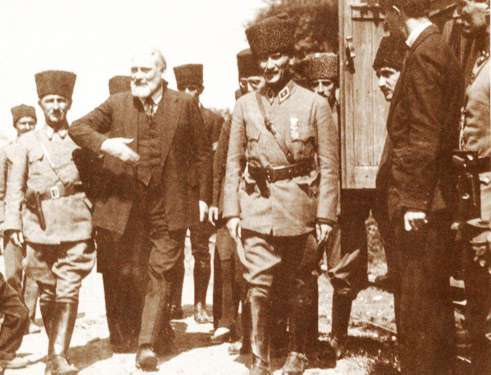
Зустріч Клода Фаррера та Мустафи Кемаля Ататюрка в Ізміті 18 червня 1922 року.

6 травня 1932 на відкритті книжкового ярмарку в Парижі, стоячи між президентом Полем Думером і його вбивцею — російським емігрантом Павлом Гургуловим, Фаррер був поранений двома кулями в руку.
У 1934 році він опублікував «Історію Військово-морського флоту Франції», в якій, зокрема, ствердив, що про вітчизняний військово-морський флот зазвичай дбала освічена еліта, яку рідко коли підтримувала громадська думка, і що найдошкульніших поразок (початок Столітньої війни, Людовік XIV, Наполеон) Франція зазнала головним чином через те, що не було флотилії.
Клода Фаррера обрали членом Французької академії 28 березня 1935, в той же день, що й Андре Бельсора і Жака Бенвіля. З перевагою у п'ять голосів він переміг суперника — Поля Клоделя й замінив Жана-Луї Барту у 28 кріслі. Причому за всю історію цієї академії вдруге (після П'єра Лоті) до неї вступив моряк. Перед тим він двічі зазнавав невдачі — у 1927-му від Еміля Маля у змаганні за крісло Рішпена й у 1928-му від Моріса Палеолоґа у змаганні за крісло Жоннара.
Після Другої світової війни Фаррер вступив до Асоціації захисту пам'яті маршала Філіппа Петена
Клод Фаррер був також голова Спілки письменників-комбатантів. З ініціативи цієї організації у 1959 році засновано літературну Премію імени Клода Фаррера. Її призначають щороку на з'їзді спілки за «роман з уявою» письменникам, що «досі не здобули ні одної великої літературної премії». Письменник цікавився авіацією, був членом авіаклубу.
Похований на цвинтарі міста Сент-Фуа-ле-Ліон.

## Фантастична та детективна творчість Фаррера
Більш відомий «колоніальними» еротичними романами Фаррер також написав низку фантастичних творів. Академії. Сучасні любителі фантастики знають Клода Фаррера як автора кількох оповідань такого жанру із збірки «Інший берег», надрукованих у журналі «Fiction», який виходив у 1953 — 1990 роках.
До фантастики також мають відношення 5 романів Фаррера. Серед них — «Будинок з таємницею» [La Maison des hommes vivants] (1911) і «Засуджені на смерть» [Les condamnes a mort] (1920); в одному з останніх романів — антиутопії, досить популярному на початку століття, страйкуючі американські робітники в 1990 р безжально, за допомогою нов. зброї, вирізані капіталістами і без особливих проблем замінені машинами, проти засилля яких брало і була проведена страйк (дивіться Автоматизація, Капіталізм, Політика, Соціал-дарвінізм, Соціалізм).
У 1906-му він опублікував детектив «Людина-вбивця» (з ілюстраціями Шарля Атам'яна), у якому вбивцею виявляється сам оповідач, головний герой твору. З такою знахідкою він на двадцять років випередив Аґату Крісті.

## Твори

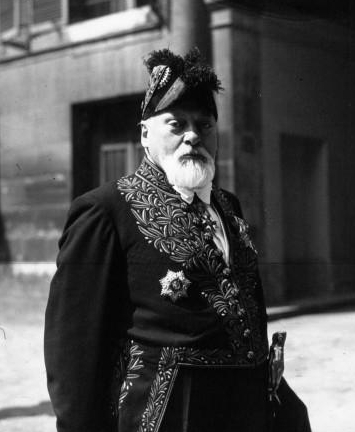
Клод Фаррер в одежі члена Французької академії. 1936 рік.

### Белетристика
- Le Cyclone (1902) — «Циклон»
- Fumée d'opium (1904) — «Дим опію»
- Les Civilisés (1905) — «Цивілізовані» (Гонкурівська премія) 1905 року
- L'homme qui assassina (1906) — «Людина-вбивця»
- Pour vaincre la mer (1906) — «Щоб перемогти море»
- Mademoiselle Dax, jeune fille [Архівовано 25 листопада 2020 у Wayback Machine.] (1907) — «Мадмуазель Дакс, молода дівчина»
- Trois hommes et deux femmes (1909) — «Троє мужчин і дві жінки»
- La Bataille (1909) — «Битва»
- Les Petites Alliées (1910) — «Малі союзниці»
- Thomas l'Agnelet (1911) — «Тома Ягнятко»
- La Maison des hommes vivants (1911) — «Дім живих людей»
- Dix-sept histoires de marins (1914) — «Сімнадцять оповідей про моряків»
- Quatorze histoires de soldats (1916) — «Чотирнадцять оповідей про солдатів»
- La Veillée d'armes [Архівовано 12 жовтня 2011 у Wayback Machine.] (1917, en collaboration avec L. Népoty) — «Нічна військова варта» (у співавторстві з Л. Непоті)
- La Dernière Déesse (1920) — «Остання богиня»
- Les Condamnés à mort (1920) — «Засуджені на смерть»
- Roxelane (1920) — «Роксолана»
- La Vieille Histoire (1920) — «Давня історія»
- Bêtes et gens qui s'aimèrent (1920) — «Тварини й люди, що любилися»
- Les condamnés à mort (1920) — «Приречені на смерть»
- Croquis d'Extrême-Orient (1921) — «Нариси з Далекого Сходу»
- L'Extraordinaire Aventure d'Achmet Pacha Djemaleddine (1921) — «Незвичайна пригода Ахмета-паші Джемаледдіна»
- Contes d'Outre-Mer et d'autres mondes (1921) — «Казки з-за моря і з інших країв»
- Les Hommes nouveaux (1922) — «Нові люди»
- Stamboul (1922) — «Стамбул»
- Lyautey l'Africain (1922) — «Африканець Ліоте»
- Histoires de très loin et d'assez près (1923) — «Історії дуже здалека й доволі зблизька»
- Trois histoires d'ailleurs (1923) — «Ще три історії»
- Mes voyages: La promenade d'Extrême-Orient (vol. 1, 1924) — «Мої подорожі: прогулянка на Далекому Сході»
- Combats et batailles sur mer (1925, en collaboration avec le Commandant Paul Chack) — «Морські бої і битви» (у співавторстві з командиром Полем Шаком)
- Une aventure amoureuse de Monsieur de Tourville (1925) — «Любовна пригода месьє Турвілля»
- Une jeune fille voyagea (1925) — «Мандрувала юна дівчина»
- L'Afrique du Nord (1925) — «Північна Африка»
- Mes voyages: En Méditerranée (vol. 2, 1926) — «Мої подорожі: Середземномор'я»
- Le Dernier Dieu (1926) — «Останній бог»
- Cent millions d'or (1927) — «Сто мільйонів золотом»
- L'École de jazz de Claude Farrère et Dal Médico d'après Dancing mothers de Edgar Selwyn et Edmund Goulding, comédie en 4 actes, Théâtre Femina (Paris), 21 octobre 1927 — «Школа джазу» (у співавторстві з даль Медіко, за мотивами комедії «Матері-танцівниці» Едґара Селвіна й Едмунда Гулдінга)
- La Nuit en mer, Paris, libr. Flammarion, coll. «Les Nuits», 1928 — «Ніч на морі»
- L'Autre Côté (1928) — «Інший берег»
- La Porte dérobée (1929) — «Потайні двері»
- La Marche funèbre (1929) — «Похоронний марш»
- Loti (1929) — «Лоті»
- Loti et le chef (1930) — «Лоті і начальник»
- Shahrâ sultane et la mer (1931) — «Султанша Шахра і море»
- Les Tribulations d'un Chinois en Chine[7] (1931) — «Поневіряння китайця в Китаї»
- L'Atlantique en rond (1932) — «Навколо Атлантики»
- Deux combats navals, 1914 (1932) — «Морські бої, 1914»
- Sur mer, 1914 (1933) — «На морі, 1914»
- Les Quatre Dames d'Angora (1933) — «Чотири пані з Анкари»
- La Quadrille des mers de Chine (1933) — «Четвірка китайських морів»
- Histoire de la Marine française (1934) — «Історія французького флоту»
- L'Inde perdue (1935) — «Втрачена Індія»
- Le Quadrille des mers de Chine (1935)
- Sillages, Méditerranée et navires (1936) — «Курс судна, Середземномор'я і кораблі»
- L'homme qui était trop grand (1936, en collaboration avec Pierre Benoit) — «Людина, що була завелика» (у співавторстві з П'єром Бенуа)
- Visite aux Espagnols (1937) — «Візит у іспанців»
- Les Forces spirituelles de l'Orient (1937) — «Духовні сили Сходу»
- Le Grand Drame de l'Asie (1938) — «Велика драма Азії»
- Les Imaginaires (1938) — «Уявні»
- La Onzième Heure (1940) — «Одинадцята година»
- L'Homme seul (1942) — «Самотній»
- Fern-Errol (1943) — «Ферн-Ерроль»
- La Seconde Porte (1945) — «Другі двері»
- La Gueule du lion (1946) — «Лев'яча паща»
- La Garde aux portes de l'Asie (1946) — «Варта біля воріт Азії»
- La Sonate héroïque (1947) — «Героїчна соната»
- Escales d'Asie (1947) — «Гавані Азії»
- Job, siècle XX (1949) — «Йов, двадцяте століття»
- La Sonate tragique (1950) — «Трагічна соната»
- Je suis marin (1951) — «Я моряк»
- La Dernière Porte (1951) — «Останні двері»
- Le Traître (1952) — «Зрадниця»
- La Sonate à la mer (1952) — «Соната по-морському»
- L'Élection sentimentale (1952) Ed. Baudinière — «Сентиментальна добірка»
- Les Petites Cousines (1953) — «Маленькі кузини»
- Mon ami Pierre Louïs (1953) — «Мій друг П'єр Луї»
- Jean-Baptise Colbert (1954) — «Жан-Батіз Кольбер»
- Le Juge assassin (1954) — «Суддя-вбивця»
- Lyautey créateur (1955) — «Творець Ліоте»

### Сценарії кінофільмів[8]
- «Die Liebe des Van Royk» — «Кохання Ван-Ройка» (1918, Німеччина, у співавторстві з Фанні Карлсен і Люпу Пік)
- «Right to Love» — «Право кохати» (1920, США, у співавторстві з Оїдою Бержер і П'єром Фронде)
- «La bataille» — «Битва» (1924, Франція, у співавторстві з Маргарет Тернбулл)
- «La Maison des hommes vivants» — «Дім живих людей» (1929, Франція)
- «L'homme qui assassina» — «Людина-вбивця» (1930, Німеччина, Франція, у співавторстві з Гайнцом Гольдберґом, Генрі Костером, Гаррі Каном і П'єром Фронде)
- «Stamboul» — «Стамбул» (1931, Велика Британія, у співавторстві з Реджинальдом Денамом, Гайнцом Гольдбергом, Генрі Костером, Гаррі Каном і П'єром Фронде)
- «El hombre que asesinó» — «Людина-вбивця» (1931, Велика Британія, у співавторстві з Реджинальдом Денамом, Гайнцом Гольдбергом, Генрі Костером, Гаррі Каном і П'єром Фронде)
- «Der Mann, der den Mord beging» — «Людина-вбивця» (1931, Німеччина, співавторстві з Карлом Маєром, Гайнцом Гольдбергом, Генрі Костером, Гаррі Каном і П'єром Фронде)
- «Woman from Monte Carlo» — «Жінка з Монте-Карло» (1932, США, у співавторстві з Люсьєном Непоті та Гарві Ф. Тью)
- «La bataille» — «Битва» (1933, Франція, Велика Британія, у співавторстві з Ніколасом Фаркасом і Бернаром Ціммером)
- «The Battle» — «Битва» (1934, Франція, Велика Британія, у співавторстві з Ніколасом Фаркасом, Робертом Стівенсоном і Бернаром Ціммером)
- «La Veillée d'armes» — «Нічна військова варта» (1935, Франція, у співавторстві з Марселем Л'Ерб'є, Шарлем Спааком і Люсьєном Непоті)
- «Les Hommes nouveaux» — «Нові люди» (1936, Франція, у співавторстві з Марселем Л'Ерб'є)

## Нагороди і відзнаки
- Гонкурівська премія, 1905
- Орден Почесного легіону
- Хрест війни 1914 — 1918 років
- Японський орден Священного скарбу (другого ступеня)

## Відзначення пам'яті
- Премія імени Клода Фаррера
- На честь Клода Фаррера названо вулиці в Парижі, Ліоні, Тулоні, Стамбулі та Ермоні
- Духи́ відомого парфумера Ґерлена «Міцуко» (Mitsouko) названо на честь однойменної героїні твору Клода Фаррера «Битва». У цьому романі йдеться про нещасливе кохання японської красуні Міцуко (це ім'я означає «таємниця») і англійського офіцера.

## Цікавинки
- В оповіданні Бориса Віана «Сантехнік» (Le plombier) із книжки «Мурахи» (Les Fourmis), оповідачеві дозволяється зажадати Жасмен, крім днів, коли вона «починає нагадувати Клода Фаррера»